# Pleaux
Pleaux là một xã ở tỉnh Cantal, thuộc vùng Auvergne-Rhône-Alpes ở miền trung nước Pháp.

## Dân số
| Năm | 1962 | 1968 | 1975 | 1982 | 1990 | 1999 |
| --- | ---- | ---- | ---- | ---- | ---- | ---- |
| Dân số | 2558 | 2721 | 2531 | 2328 | 2146 | 1823 |
| From the year 1968 on: No double counting—residents of multiple communes (e.g. students and military personnel) are counted only once. |      |      |      |      |      |      |

### Bibliographie
- Roger Grand, "Traité de pariage entre Philippe le Bel et l'abbé de Charroux pour la création d'une ville franche à Pleaux 1289-1290", (10pp). in Comité des travaux historiques et scientifiques. Bulletin historique et philologique, année 1902, n° 1 et 2.